# Финк, Пётр Иванович
Пётр Иванович Финк (?—1800) — генерал-майор, участник Кавказской войны.

## Биография
В военную службу вступил в 1768 году. В 1781 году произведён в капитаны и назначен на гражданскую службу.
В 1785 году Финк вернулся на военную службу и был переименован из надворных советников в майоры с назначением в следующем году в 1-й батальон новосформированного Кубанского егерского корпуса, в 1787 году произведён в подполковники. В 1788 году он сражался с горцами за Кубанью и 26 ноября 1793 года был награждён орденом св. Георгия 4-й степени (№ 524 по кавалерскому списку Судравского и № 1004 по списку Григоровича — Степанова)
За оказанную им отличную храбрость противу неприятеля, во время экспедиции генерал-поручика Талызина за Кубань в разных случаях, в особенности 6-го сентября 1788 г. при отражении нападения черкесов и занятия укреплённого ущелья, прн чём овладел двумя пушками.
В 1794 году Финк был произведён в полковники. 8 сентября 1797 года он был назначен командиром Ямбургского кирасирского полка, но уже 30 октября того же года, с производством в генерал-майоры, был перемещён на должность шефа Нарвского драгунского полка. На этой должности Финк также пребывал недолго, поскольку 15 ноября всё того же 1797 года вышел в отставку.
Скончался в 1800 году.